# Isla Malaita
La isla Malaita (en inglés: Malaita Island ) es la isla más grande de la provincia de Malaita en las Islas Salomón. Se trata de una isla tropical y montañosa, con una serie de ríos y bosques tropicales que no han sido explotados. Malaita es la isla más poblada de las Islas Salomón, con 140 000 habitantes o más de un tercio de la población nacional. La ciudad más grande y capital provincial, es Auki, ubicada en la costa noroeste.

## Historia
El nombre de Malaita o Malayta aparece en el diario de navegación de los exploradores españoles que en el siglo XVI visitaron las islas y afirmaron que ese era el nombre real de la isla. Cuando fue vista por primera vez desde la isla de Santa Isabel, se le llamó "Mala". El obispo George Augustus Selwyn se refiere a ella como Malanta en 1850. Mala era el nombre utilizado bajo control británico, ahora Malaita se utiliza con fines oficiales. El nombre Gran Malaita también se usa para distinguirla de la pequeña isla de Malaita Sur.
Malaita fue descubierta pol el marino español Álvaro de Mendaña de Neira en 1568. Hernando Gallego, dijo que ellos llamaron a la isla Malaita por su nombre indígena y exploraron gran parte de la costa, aunque no el lado norte. Pensaron que El Pasaje Maramasiki era un río.
En 1886, Gran Bretaña definió su área de interés en las Islas Salomón, incluyendo Malaita, y el control del gobierno central de Malaita se inició en 1893, con la proclamación del Protectorado británico de las Islas Salomón, que coincidió con la adquisición de los territorios alemanes al oeste y al interés de Francia en los del este.
Auki fue establecida como una estación de gobierno en 1909, como sede del distrito administrativo de Malaita. A las Islas Salomón se les concedió la independencia en 1978. Las provincias se reorganizaron en 1981, y Malaita se convirtió en la principal isla de la provincia del mismo nombre.

## Geografía
Malaita es una isla delgada, de alrededor de 102 millas (164 kilómetros) de largo y 23 millas (37 km) de ancho en su punto más ancho. Su longitud se estima en una dirección noroeste a sureste, pero la costumbre local y oficial utilizada por lo general gira en torno a la orientación hacia el norte-sur, y generalmente se refieren a la costa "este" o "extremo norte", cuando los términos noreste o noroeste, serían más precisos. Al suroeste está el Estrecho Indispensable (Indispensable Strait), que la separa de la isla de Guadalcanal y de las islas Florida. Hacia el noreste y el este se encuentra abierta al océano Pacífico, a excepción de los pequeños atolones llamados Sikaiana, parte de la misma provincia a 212 kilómetros al noreste. Al noroeste de la isla esta la Isla de Santa Isabel. Al suroeste inmediato esta la isla de Malaita sur (también llamada Pequeña Malaita o Maramasike), separadas por el estrecho paso de Maramasike. Más allá de eso esta Makira, la más meridional gran isla en el archipiélago de Salomón.